# Carlos Manuel Rodríguez Santiago
Carlos Manuel Cecilio Rodríguez Santiago (Caguas, 22 de novembro de 1918 — Río Piedras, 13 de julho de 1963) era um leigo da Igreja Católica Romana, que foi beatificado pela Igreja Católica em 29 de abril de 2001. Ele é o primeiro porto-riquenho, o primeiro leigo nascido no Caribe da história a ser beatificado.

## Vida

### Primeiros anos
Rodríguez nasceu em 1918, em Caguas, Porto Rico, filho de Manuel Baudelio Rodriguez Rodriguez e Herminia Santiago Esteras, ambos de grandes famílias católicas. Ele foi batizado na vizinha Igreja Doce Nome de Jesus (agora a catedral da região) em 4 de maio de 1919. Rodríguez foi o segundo de cinco irmãos e irmãs. Duas de suas irmãs se casaram, enquanto outra se tornou freira carmelita. Seu irmão, José (Pepe) Rodriguez, tornou-se um monge beneditino e o primeiro porto-riquenho a se tornar abade de seu mosteiro.
Em 1925, o incêndio destruiu a residência e os negócios da família e eles foram forçados a viver com os pais de sua mãe. Nesse mesmo ano, Rodríguez foi matriculado no Colegio Católico Notre Dame, anexo à igreja paroquial. Depois de se formar na escola católica, começou a frequentar a escola José Gautier Benítez. Seu desejo de se tornar padre foi prejudicado por problemas de saúde. Nesse ponto, ele começou a desenvolver colite ulcerosa. Depois de dois anos na escola pública local, ele se transferiu para a Academia de Nossa Senhora do Perpétuo Socorro, em San Juan. Seus problemas médicos, no entanto, o levaram a sair antes da formatura. Ele voltou para a casa da família e continuou seus estudos do ensino médio da melhor maneira possível, enquanto trabalhava como balconista, finalmente recebendo seu diploma em maio de 1939.

### Vida pastoral
Enquanto Rodríguez trabalhava como auxiliar de escritório em várias cidades da região, ele dedicou seus recursos para promover um maior conhecimento da fé católica, promovendo uma maior compreensão da liturgia católica. Usando artigos sobre assuntos litúrgicos que ele próprio havia traduzido e editado, começou a publicar Liturgia e Cultura Cristã, publicações às quais dedicou inúmeras horas. Rodríguez organizou grupos de discussão em cidades de toda a ilha e trabalhou com organizações sociais católicas para disseminar suas idéias. Ele também ensinou catecismo a estudantes do ensino médio, cujas ajudas de estudo ele fornecia do próprio bolso. Ele era um Cavaleiro de Colombo.
Em 1946, Rodríguez se matriculou na Universidade de Porto Rico, em Río Piedras, para cursar estudos superiores, onde seu irmão José e sua irmã Haydée já eram membros do corpo docente da UPR. À medida que seus discípulos cresciam, ele se mudou para o Centro Universitário Católico nas proximidades e organizou outro Círculo da Liturgia ( mais tarde chamado Círculo de Cultura Cristiana ). Apesar das notas excelentes e do seu amor pelos estudos, no entanto, a doença o impediu de completar seu segundo ano. No entanto, ele era um leitor voraz e, com apenas um ano de estudo, conseguiu dominar o piano e o órgão da igreja. Em 1948, ele se reuniu com o padre McGlone, o coro parroquial "Te Deum Laudamus".
Rodríguez promoveu zelosamente a renovação da liturgia católica entre bispos, clérigos e leigos. Ele professou extrema devoção à liturgia e trabalhou para reparar a perda de costumes litúrgicos que haviam sido abandonados ao longo de gerações. Ele defendia a participação ativa dos leigos na oração, o uso do vernáculo e - principalmente - a observância de sua amada Vigília Pascal em seu ambiente noturno adequado, após séculos de celebrar esse culto na manhã do sábado santo. Cada vez mais convencido de que "a liturgia é a vida da Igreja", ele organizou um "Círculo da Liturgia" em Caguas para fomentar um melhor conhecimento entre o povo. Ele expressou preocupação especial com a vigília da Páscoa, dizendo que ela havia perdido seu caráter antigo como a noite focal do ano cristão. Para seu deleite, a vigília da Páscoa foi restaurada em seu devido tempo, perto da meia-noite, pelo papa Pio XII, em 1952. Uma de suas frases favoritas sobre esse banquete era Vivimos para esa noche (vivemos naquela noite). Este é agora o lema em sua tumba, localizada na Catedral de Caguas.

### Morte
Rodríguez foi diagnosticado com câncer retal após uma operação em 1963 e morreu em 13 de julho de 1963, aos 44 anos.

## Devoção póstuma

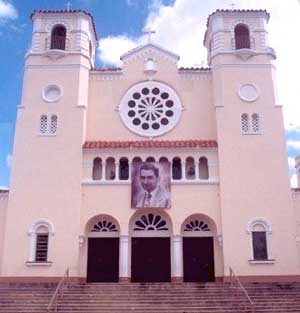
Catedral de Caguas "Dulce Nombre de Jesus" (Doce Nome de Jesus), fundada em 1729. A igreja atual foi construída em 1830 e restaurada em 1930 devido a um grande furacão no ano anterior. Foi elevado ao status de catedral em 1964. Na fachada, há uma imagem do filho nativo Beato Carlos Manuel Rodríguez, cujo corpo repousa na catedral.

Rodríguez não se importava com bens ou dinheiro. Quando adulto, ele possuía apenas um par de sapatos. Esses sapatos são mantidos na casa de sua irmã, onde as pessoas deixam anotações neles, pedindo suas orações.

## Beatificação

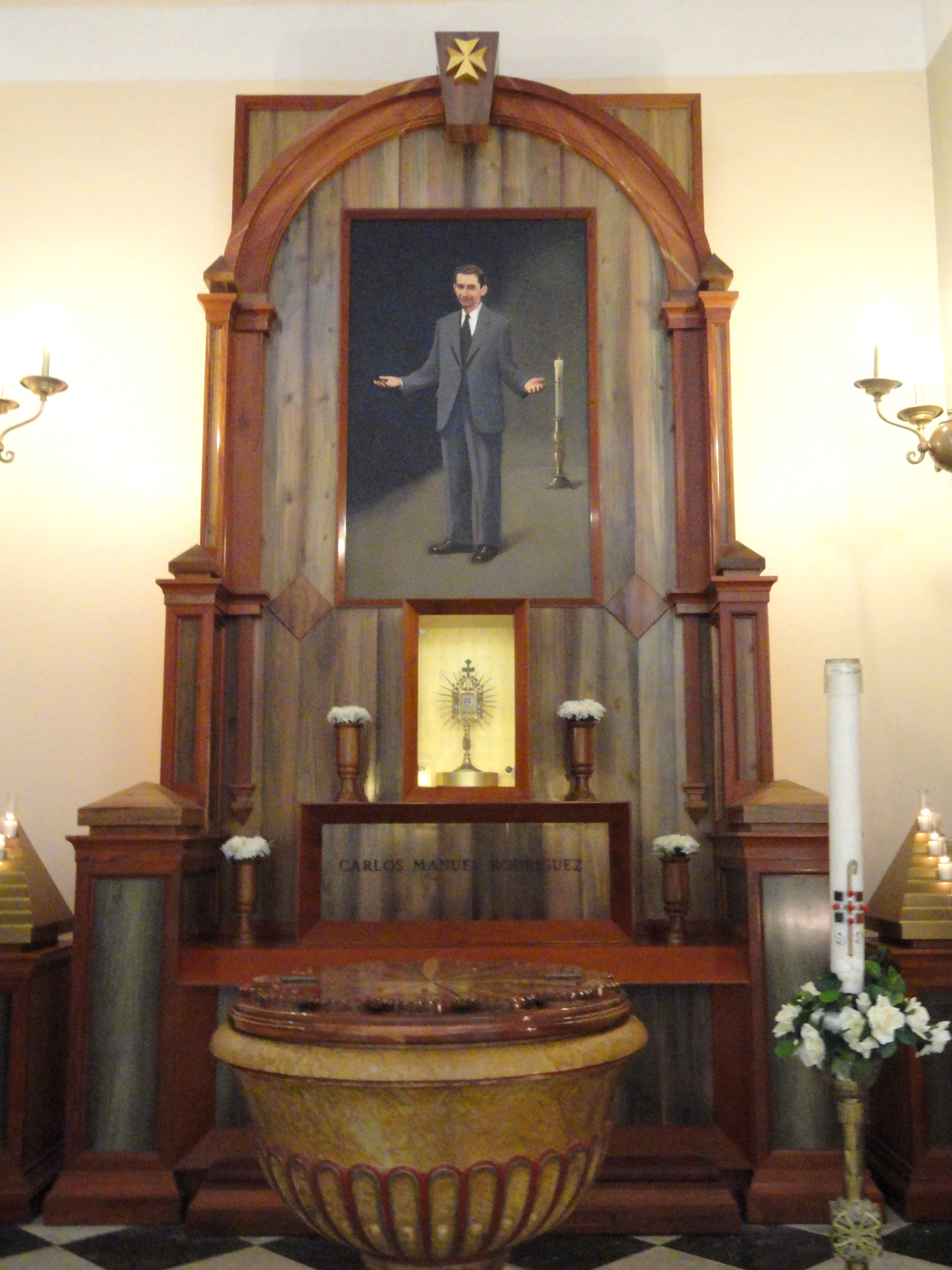
Relíquias de Rodríguez Santiago na Catedral de San Juan

Em 1991, um padre católico da Espanha, Mauro Meza, foi autorizado pelo bispo local a levar a história ao Vaticano. Em Roma, Meza iniciou o processo de investigação que poderia levar à canonização. Em 1981, uma mãe de 42 anos de idade, foi diagnosticado com não- Hodgkin maligno linfoma. Ela e o marido eram amigos de Rodríguez durante os anos de faculdade e sabiam de sua morte por câncer. Ela orou a Rodríguez por intercessão em seu nome. Depois de se recuperar completamente, ela publicamente atribuiu sua recuperação ao milagre da intercessão.
Em 7 de julho de 1997, o papa João Paulo II decretou a santidade e o serviço heróicos de Rodríguez em sua vida. O processo deu um grande passo em 29 de abril de 2001, quando Rodríguez foi beatificado pelo papa João Paulo II. Rodríguez é a primeira pessoa porto-riquenha e o primeiro leigo nascido no Caribe da história a ser beatificado. Em todo o Hemisfério Ocidental, Rodríguez é apenas o segundo leigo a ser beatificado, sendo o primeiro Kateri Tekakwitha.
A reforma de 1983 do direito canônico da Igreja Católica simplificou o procedimento de canonização consideravelmente em comparação com o processo realizado anteriormente. O novo processo foi estabelecido pelo Papa João Paulo II, em sua constituição apostólica de 25 de janeiro de 1983, Divinus Perfectionis Magister e pelo cardeal Pietro Palazzini, prefeito da Congregação para as Causas dos Santos. Para que Rodríguez passe de Abençoado para Santo, é necessário mais um milagre (confirmado pelo Vaticano).

## Legado
- Uma escola em Bayamón recebeu o nome dele, com o título abençoado. A escola, originalmente chamada Escuela Superior Católica de Bayamón, foi renomeada em 2001: Colégio Beato Carlos Manuel Rodríguez. Os funcionários da escola testemunharam a cerimônia de beatificação.